# عید استقلال الجزایر
عید استقلال الجزایر (عربی: عيد إستقلال الجزایر) (۵ ژوئیه ۱۹۶۲) در حقیقت جشن سالگرد استقلال الجزایر از استعمار فرانسه است که بیش از ۱۳۲ سال به لطف انفجار انقلاب آزادیبخش بزرگ به عنوان بزرگترین انقلاب قرن بیستم بشمار می‌رود که مربوط به ۵ ژوئیه ۱۹۶۲ است. در۳ ژوئیه ۱۹۶۲ جبهه آزادیبخش ملی، یک قطعنامه برای بررسی شکست ۵ ژوئیه ۱۸۳۰ در سیدی فرج صادر کرد.

## دلایل انقلاب

### علت
دلیل اصلی انقلاب آزادیبخش بزرگ، خستگی مردم الجزایر از ظلم و ستم، بی عدالتی، شکنجه، قتل، بردگی و دروغ فرانسه بود و اینکه مردم خواستار آزادی بودند. این تنها فرانسه نبود که الجزایر را اشغال کرده بود بلکه اکثر کشورهای اروپایی در آن به‌طور مساوی شرکت داشتند.
در ۱ ماه مه سال ۱۹۴۵ مردم الجزایر خواستار آزادی مصالی الحاج و استقلال الجزایر شدند. آن‌ها آزار و شکنجه را محکوم کردند و پرچم ملی را که به همین مناسبت در مغازه یک بازرگان به نام بشیر آمروون دوخته شده بود، برافراشتند. تظاهرات مسالمت آمیز بود ولی فرانسوی‌ها ادعا کردند که «یک طرح انقلابی» را در بجایا کشف کرده‌اند، به ویژه هنگامی که دو پلیس در الجزیره کشته شدند.

### جشن رسمی
هنگامی که جشن رسمی در ماه مه ۷ اعلام شد، مأموران سازماندهی جشنواره‌های جشن را آغاز کردند و الجزایری‌ها پس از دریافت مجوز دولت فرانسه برای شرکت درجشن پیروزی متحدان، مقدمات راه اندازی جشنواره خود را ترتیب دادند و خواستار آزادی و استقلال شدند.

### دستگیری و شکنجه
اما در مقابل دستگیری، ضرب و شتم و صدمات بسیاری از الجزایرها آغاز شد. واکنش سرکوبگرانه به تظاهرات صلح آمیز که توسط الجزایری‌ها برگزار شد، اعمال قتل‌عام‌های ۸ می ۱۹۴۵ به شیوه سرکوب و کشتار جمعی، استفاده از نیروهای زمینی، هوایی و نیروی دریایی و نابودی روستاها، شهرها و شهرها بود. این قتل‌عام‌ها باعث کشته شدن بیش از ۴۵٬۰۰۰ الجزایری گردید که اولین آن‌ها بوزید شال ۲۲ ساله همچنین باعث ویرانی روستاها و اموال مردم شد. آمارهای خارجی حاکی از برآوردی بین ۵۰٬۰۰۰ تا ۷۰٬۰۰۰ کشته غیرنظامی می‌باشد، این کشتار وحشتناک توسط فرانسویان بعمل آمد.
به این ترتیب مردم الجزایر فهمیدند که هیچ راهی برای آزادی و صلح وجود ندارد. فرانسه به اندازه کافی دروغ می‌گوید و میلیون‌ها نفر را کشته‌است و از همه شیوه‌های شکنجه، و استفاده از سلاح‌های ممنوعه ای بین‌المللی، از جمله بمب‌های اتمی، موش‌های آزمایشی در صحرا استفاده کرده‌است.
پس از هفت سال جنگ و پس از ۱۳۲ سال جهاد و مبارزه با این استعمار وحشتناک، که در آن بیش از ۱۰ میلیون کشته و میلیون‌ها نفر بی خانمان شدند، انقلاب اول نوامبر سازماندهی شد و استقلال از فرانسه به دست آمد.

## جشن‌ها و پروتکل‌ها
الجزایر جشن‌های ملی سالانه را در سطح کشور الجزایر به منظور بزرگداشت سالگرد (استقلال) برگزار می‌کند، بنحوی که جشن‌های مردمی همراه با پروتکل‌های رسمی مانند برافراشتن پرچم الجزایر در ساعت صفر در سراسر این جمهوری، پخش برنامه‌های تلویزیونی و رادیویی به زبان‌های عربی و فرانسوی به این مناسبت انجام می‌گیرد. همچنین فیلم‌هایی در مورد انقلاب آزادیبخش بزرگ و مقاومت مردمی و نیز بزرگداشت شخصیت‌های ملی، و قدردانی از دانش آموزان برجسته در آسیا و همین‌طور مراسم عفو زندانیان و غیره .. از این جمله می‌باشد.